# Jim Dale
Jim Dale, all'anagrafe James Smith (Rothwell, 15 agosto 1935) è un attore, cantante, compositore e paroliere britannico attivo in campo teatrale, televisivo e cinematografico. È stato candidato all'Oscar alla migliore canzone nel 1967 per Georgy Girl del film Georgy, svegliati.

## Biografia
È noto soprattutto come interprete di musical nel West End di Londra e a Broadway, New York. Particolarmente apprezzata è stata la sua interpretazione di Phineas Taylor Barnum nel musical Barnum a Broadway, che gli valse il Tony Award al miglior attore protagonista in un musical nel 1980. Tra le sue numerose apparizioni teatrali si ricordano anche: Me and My Girl (Broadway, 1986), Oliver! (Londra, 1994), Candide (Broadway, 1997) e L'opera da tre soldi (Broadway, 2006). È noto nel mondo anglosassone per aver narrato tutti gli audiolibri della saga di Harry Potter, per cui ha ottenuto sette candidature e due vittorie ai Grammy Award.

## Vita privata
È stato sposato con Patricia Dale dal 1957 al 1977 e con Julia Schafler dal 1980; ha quattro figli.

## Filmografia parziale
- La vergine di ferro (The Iron Maiden), regia di Gerald Thomas (1962)
- Carry On Henry, regia di Gerald Thomas (1971)
- Tobia il cane più grande che ci sia (Digby, the Biggest Dog in the World), regia di Joseph McGrath (1973)
- Elliott il drago invisibile (Pete's Dragon), regia di Don Chaffey (1977)
- Joseph Andrews, regia di Tony Richardson (1977)
- Teste calde e tanta fifa (Hot Lead & Cold Feet), regia di Robert Butler (1978)
- Un astronauta alla tavola rotonda (Unidentified Flying Oddball), regia di Russ Mayberry (1979)
- The Hunchback, film TV, regia di Peter Medak (1997)

## Doppiatori italiani
Nelle versioni in italiano dei suoi film, Jim Dale è stato doppiato da:
- Mario Maranzana in Elliott, il drago invisibile
- Giuliano Persico in Teste calde e tanta fifa (Jasper Bloodshy)
- Antonio Colonnello in Teste calde e tanta fifa (Wild Billy Bloodshy ed Elia Bloodshy)